# Francisco de La Puente
Francisco de La Puente O.P. (Saldaña, 2 de abril de 1779–Segovia, 15 de noviembre de 1854) fue un religioso dominico español que ocupó los cargos de obispo de Puerto Rico y obispo de Segovia.
| Predecesor: Francisco Fleix Soláus | Obispo de San Juan de Puerto Rico 1846 - 1848 | Sucesor: Gil Estévez y Tomás          |
| Predecesor: Joaquín Briz           | Obispo de Segovia 1848 - 1854                 | Sucesor: Rodrigo Echevarría y Briones |